# Pseudonymisering
Pseudonymisering är en teknik för anonymisering av personlig information. Identitetsbeteckningen (till exempel namn eller personnummer) ersätts med en pseudonym som inte enkelt kan knytas till personen. Pseudonymen kan knytas till personen genom extra information, såsom en förteckning över namn med tillhörande pseudonymer som förvaras avskilt. Tekniken används bland annat i samhällsvetenskaplig och medicinsk forskning. Säkerheten vid datalagring kan ökas genom pseudonymisering och det är en av de skyddsåtgärder som nämns i Dataskyddsförordningen. Pseudonymisering skiljer sig från avidentifiering som innebär att all information som kan identifiera en person tas bort.
Exempel på datoralgoritmer som används för att automatiskt skapa pseudonymkoder är kryptografiska hashfunktioner och pseudoslumptalsgeneratorer.